# Johann Albrecht von Rantzau
Johann Albrecht von Rantzau, Pseudonym Joachim von Dissow (* 2. Oktober 1900 in Schwerin-Ostorf; † 22. Juli 1993 auf Schloss Elmischwang, Fischach) war ein deutscher Historiker, Hochschullehrer und Publizist.

## Leben
Johann Albrecht von Rantzau entstammte dem nicht-gräflichen mecklenburgischen Zweig des schleswig-holsteinischen Equites-Originarii-Geschlechts Rantzau und war der älteste Sohn von Cuno von Rantzau und seiner Frau Erica, geb. von Müller (* 30. Oktober 1878 in Vrestorf, heute Ortsteil von Bardowick; † 13. April 1958 ebenda). Sein Vater war zum Zeitpunkt der Geburt Flügeladjutant und später Hofmarschall von Herzog Johann Albrecht, nach dem er benannt wurde. Von seinen beiden jüngeren Brüdern wurde Josias von Rantzau (1903–1950) Diplomat und starb in sowjetischer Gefangenschaft; Cuno von Rantzau (1910–1982) heiratete 1942 die Reederin Liselotte von Rantzau-Essberger.
Er besuchte das Gymnasium Fridericianum Schwerin bis zum Abitur Ostern 1919 und studierte dann Geschichte, Kunstgeschichte und Philosophie an den Universitäten Heidelberg, Hamburg, München und Berlin. In Berlin wurde er am 15. Oktober 1923 mit einer von Friedrich Meinecke betreuten Dissertation zu Friedrich von Gentz und die Politik. zum Dr. phil. promoviert. Meinecke, ebenso wie der Persönlichkeit und dem Wirken des verewigten Professors Ernst Troeltsch, verdanke er die größten Eindrücke seines Studiums, so Rantzau im Lebenslauf seiner Dissertation. Von 1926 bis 1934 war er Mitarbeiter des von Otto Scheel an der Universität Kiel gegründeten Baltischen Historischen Forschungsinstituts.
Von 1934 bis 1939 lebte er als Privatgelehrter in Würzburg, wo er sich 1939 an der Universität Würzburg mit einer Arbeit über Wilhelm von Humboldt habilitierte. 1939/40 war er an der Preußischen Akademie der Wissenschaften in Berlin tätig und leistete dann Kriegsdienst als Wehrmachtsdolmetscher in Paris.
1946 kam er als Privatdozent für Mittlere und Neuere Geschichte an die Universität Hamburg. Hier erwarb er sich eine gewisse „anti-establishment“-Reputation, vor allem mit seinem 1950 veröffentlichten Aufsatz Individualitätsprinzip, Staatsverherrlichung und deutsche Geschichtsschreibung, der starke Kritik an Gerhard Ritter enthielt. Im gleichen Jahr stand er an der Spitze einer Berufungsliste der Fakultät für die neue Professur für wissenschaftliche Politik an der Philosophischen Fakultät der Philipps-Universität in Marburg, auf die das hessische Kultusministerium dann Wolfgang Abendroth berief. 1951 wurde er außerplanmäßiger Professor und erhielt 1952 ein Stipendium der Rockefeller Foundation für einen einjährigen Forschungsaufenthalt in den USA, den er an der Yale University verbrachte. 1954 wurde er zum ordentlichen Professor der Mittleren und Neueren Geschichte an der Technischen Universität Berlin berufen, wo er bis zu seiner Emeritierung 1967 lehrte.
Am 28. November 1927 hatte er in Wien Maria, geb. von Baranoff (* 29. Juni 1905 in Gatschina; † 11. März 1979 in Augsburg), geheiratet, die jüngste Tochter des russischen Generalmajors Konstantin von Baranoff (1859–1936) und seiner zweiten, deutsch-baltischen Frau Marie, geb. von Reutern (1864–). Maria von Rantzau trat in den 1930er Jahren in den auswärtigen Dienst des Deutschen Reiches und war von 1936 bis September 1940 in China, 1939 zeitweise auch in Japan. Von 1941 bis 1943 war sie bei der Wirtschaftspolitischen Gesellschaft in Berlin tätig, 1943/44 im Auswärtigen Amt, und war dann dienstverpflichtet im Oberkommando der Wehrmacht.
Im Ruhestand lebte Johann Albrecht von Rantzau in Würzburg, später in Elmischwang. Er wurde in der v. Müller/Rantzauschen Familiengruft unter dem Südturm im Dom zu Bardowick St. Peter und Paul begraben. Sein Nachlass befindet sich im Bundesarchiv Koblenz.

## Werke
- Friedrich von Gentz und die Politik. Diss. Berlin 1923
- Europäische Quellen zur schleswig-holsteinischen Geschichte im 19. Jahrhundert. Breslau: Hirt 1934
- Wilhelm von Humboldt. Der Weg seiner geistigen Entwicklung. München: Beck 1939 (Habil.)
- unter dem Pseudonym Johann von Dissow: Adel im Übergang. Ein kritischer Standesgenosse berichtet aus Residenzen und Gutshäusern. Stuttgart: Kohlhammer 1961
- Zur Geschichte der sexuellen Revolution. Die Gräfin Franziska zu Reventlow und die Münchener Kosmiker. In: Archiv für Kulturgeschichte 56 (1974), S. 394–446